# Округ Арканзас
Округ Арканзас (енгл. Arkansas County) је округ у америчкој савезној држави Арканзас. По попису из 2010. године број становника је 19.019. Седишта округа су градови De Witt и Stuttgart.

## Демографија
Према попису становништва из 2010. у округу је живело 19.019 становника, што је 1.730 (8,3%) становника мање него 2000. године.
| Група             | 2000.          | 2010.          |
| Белци             | 15.516 (74,8%) | 13.511 (71,0%) |
| Афроамериканци    | 4.848 (23,4%)  | 4.661 (24,5%)  |
| Азијати           | 74 (0,4%)      | 92 (0,5%)      |
| Хиспаноамериканци | 157 (0,8%)     | 513 (2,7%)     |
| Укупно            | 20.749         | 19.019         |